# Elfen Lied
Az Elfen Lied  (エルフェンリート; Erufen Ríto) japán mangasorozat, amelyet Okamoto Lynn írt és illusztrált. A belőle készült 13 részes anime elkészítését az Arms stúdió vállalta magára és a TV Tokyo tűzte műsorra, az első rész 2004 júliusában volt látható, míg az utolsó részt októberben adták le. Később ez az ADV Films kiadásában DVD formában került az észak-amerikai boltok polcaira. Az anime még azelőtt elkészült, hogy a manga története befejeződött volna, így a két mű között a cselekményben, és főleg a végkifejletben több eltérés is felfedezhető. Hivatalos magyar fordítás egyik változat esetében sem készült. A cím a német Eduard Mörike Elfenlied (Elf dal) című szerzeményére utal, maga a dal pedig a mangában is megjelenik. Az animében ez nem kapott helyet, ott az egyes részek elején felcsendülő Lilium jut fontosabb szerephez.
A történet főhőse Lucy, aki a diclonius nevű mutáns fajhoz tartozik, melynek ismertetőjele a fejen látható két apró szarvacska és a gyermekkorban kifejlődő telekinetikus képesség, amit vektor elnevezéssel illetnek; ezek az emberek számára láthatatlan karokként jelentkeznek, melyekkel egy adott hatósugáron belül képesek cselekedni.
Annak ellenére, hogy az Elfen Lied számos erőszakos jelenettel, illetve szexuális tartalommal bír, ez nem állta útját a népszerűséghez vezető úton, az amerikai kiadó a 2005-ös év egyik legnagyobb sikerének tartotta.

## Történet
A cselekmény a japán Kamakura városában játszódik. A fő történetszál az emberekhez külsőleg hasonlító, diclonius fajhoz tartozó Lucy életét követi. Egy kutatólaboratóriumban tartják fogva, ahonnan egy adandó alkalommal elszökik, ám menekülés közben eltalálják és a vízbe hullva eszméletét veszti, s ennek hatására egy másik személyiség is kialakul benne, ami gyerekes, ártatlan viselkedésmóddal párosul.
A helyi egyetem két tanulója talál rá a vízparton, Kouta és unokatestvére Yuka, és mivel kezdetben csak azt tudja mondani, hogy Njú, ezért így nevezik el, illetve otthonukba is befogadják. Lucy esetenként visszatérő személyisége, az elfogására küldött speciális osztagok, valamint a többi diclonius támadása miatt az addigi nyugodt életük a feje tetejére áll. Kouta mindezek ellenére megvédi Njút, azaz Lucy-t. A 35-ös megjelenésével megkezdődnek a harcok Lucy-ért, és fény derül a sötét múltra, amire Kouta nem emlékezett.

## Szereplők
Lucy (ルーシー ; Rúsí; Hepburn: Rūshī)

Az Elfen Lied néhány szereplője az animében

Szinkronhangja: Kobajasi Szanae  (japán), Kira Vincent-Davis (TV), Carli Mosier (OVA) (angol), Bogdányi Titanilla (magyar)
Egy tizenéves diclonius. Gyerekkori élményei miatt az emberekkel szemben erős gyűlöletet érez. Gyakran csúfolták és bántották, míg az árvaházban élt, amiért más, mint a többi gyerek, majd az egyetlen igazi barátját, egy kóbor kiskutyát a szeme láttára végeztek ki a gonoszkodó osztálytársai. Kouta az egyetlen, akit közel enged magához és gyengéd érzelmeket táplál iránta. Kezdetben együttérzés nélkül végez bárkivel, néha pedig megkínozza áldozatait, míg a történet vége felé a megbánás jeleit lehet rajta felfedezni, amiért megölte Kouta édesapját és kishúgát. Disszociatív személyiségzavarral küzd, de tudatában van másik énjének is (Njú), illetve az ösztönei hatására öntudatra ébredt részének is. (DNA voice) A manga végén könyörög Koutának, hogy lője le, ám ő képtelen megtenni és eldobja a fegyvert. Lucy vektorával újra a kezébe adja, Kouta pedig könnyeivel küszködve végez vele, megszabadítva őt a gyötrő fájdalomtól. A manga történetéből kiderül, hogy a Lucy nevet utólag aggatták rá, ugyanis Kaede az eredeti neve.
Njú (にゅう; Hepburn: Nyū)
Lucy hasadt személyiségének egy megtestesülése, ami azután fejlődött ki, hogy egy nagy kaliberű lövedéket nem térített el időben, ami így fejen találta. Értelmi színvonala ebben az állapotban egy gyerekével egyezik meg és nincs tudatában valódi énjének, korábbi tetteinek. Beszédkészsége nagyon kezdetleges és a vektorait sem képes használni, a mangában viszont ezek idővel megváltozni látszanak. (Például képessé válik vektorainak használatára, hogy legyőzze az elfogására küldött csapatokat és megvédje barátait.) Alapvetően azonban ártalmatlan, teljes ellentéte a brutális Lucynak. Amikor beveri a fejét vagy valamilyen erőszakos esemény történik környezetében, a másik énje felülkerekedik.
Kouta (コウタ; Kóta; Hepburn: Kōta)
Szinkronhangja: Szuzuki Csihiro  (japán), Adam Conlon (TV), Blake Shepard (OVA) (angol), Szalay Csongor (magyar)
A történet kezdetén 18 éves. Az unokatestvérének családja ok, hogy a bezárt éttermükben lakhat, amennyiben rendben tartja az épületet, ahonnan a közeli egyetemre jár unokatestvérével, Yukával. Gyerekkorában elveszítette húgát és édesapját, a trauma hatására kiestek az emlékei, ezért nem emlékszik Lucyra, illetve a Yukával együtt töltött időre sem, amivel többször is megbántja a belé szerelmes lányt. A tragédiának hatására rendkívül kedvesen viselkedik a környezetének hölgy tagjaival. A manga változatban, amikor a történet végén visszatér az emlékezete, kevésbé megbocsátó Lucyval szemben. Az animében megértőbb, és ugyan nem bocsát meg, de elismeri, hogy Lucy gyerekkorának is megvoltak a rossz emlékei, ami miatt ilyenné vált, majd megcsókolják egymást.
Yuka (ユカ; Juka)
Szinkronhangja: Noto Mamiko  (japán), Nancy Novotny (angol), Lamboni Anna (magyar)
Kouta unokatestvére. Utoljára 8 éve látta őt, amikor nyáron Kouta és családja meglátogatta őket. Kouta is beiratkozott a kamakurai egyetemre és megengedték, hogy a család régi fogadójában lakhat Yukával. Titkon reméli, hogy Kouta őt szereti, ezért Njú felbukkanását nem nézi jó szemmel, többször is irigykedik és fáj számára, hogy Kouta nem fogja fel az iránta táplált érzéseit. A manga végén látható Kouta lánya, Njúú, aki Yuka vonásait viseli magán, így feltehetően Yuka és Kouta végül összejöttek.
További magyar hangok: Hermann Lilla – Maju, Pekár Adrienn – Nana, Seder Gábor – Kurama, Sági Tímea – Sirakava, Maday Gábor – Bandó, Forgács Gábor – Kakuzava vezérigazgató, Juhász Zoltán – Kakuzava professzor, Szabó Luca – Arakava, Tamási Nikolett – Mariko, Sörös Miklós – Iszobe, Gulás Fanni – Kiszaragi, Kobela Kíra – Kanae, Bordi András – bemondó.

### Diclonius
Az Elfen Lied történetének fontos szereplői a dicloniusok, akik emberszerű külsővel rendelkeznek, leszámítva két kis szarvat, illetve a homloklebenyükben található tobozszerű mirigyet, ami a telekinetikus képességeik kulcsa. A mangában elhangzik, hogyha egyik szarvukat elveszítik, akkor kómába esnek, ha pedig mindkettőt akkor véglegesen egy letargikus állapotba kerülnek. A manga változatban ez Lucyval kétszer is előfordul, ám szarvai visszanőttek és hosszabbak lettek, képességei pedig erősebbé váltak.
A dicloniusok láthatatlan karokkal rendelkeznek, amiket vektoroknak hívnak, amikkel megragadhatnak dolgokat vagy keresztülhatolhatnak vele tárgyakon, jellemzően pedig vágásokat ejtenek velük az ellenfeleik testén. Általában ezek hatótávolsága csupán néhány méter, de az egyedek közt ennek értéke eltérő lehet. Képesek megérezni fajtársaik jelenlétét. (Ennek is megvannak azonban a korlátai, Njút például nem tudják ezen képességükkel megtalálni, illetve a mangában Mariko klónjait sem érzékelik, amikor Nousou irányítása alatt állnak.) Az animében Nana vektorával képes volt hatástalanítani Mariko képességeit.
A diclonius egyedeknél erős az erőszakra való hajlam, legtöbbjük belső késztetést érez arra, hogy elpusztítsa az emberiséget és a saját fajtája legyen az egyeduralkodó a Földön, bár ezen ösztönök megnyilvánulása változatos képet mutat. Vektoraikkal képesek a felnőtt férfiak megfertőzésére, akiknek gyermekei is dicloniusok lesznek. Kurama is például így kapja el a vírust, egy incidens során elszabadult dicloniustól.
A manga történetében a fertőzés következtében születő dicloniusokat silpelit névvel illetik, akik minden esetben nőneműként jönnek a világra és képtelenek továbbadni a vírust. Az egyetlen, aki képes a szaporodásra az Lucy, ezért rá sok esetben királynőként is hivatkoznak.

## Az anime elkészítése
Amikor az Elfen Lied adaptálásáról döntöttek, az író, Josioka Takao szerint Kanbe Mamoru lett volna a rendezői feladatokra a legalkalmasabb, mivel stílusa illik az eredeti alkotáséhoz. Kanbe kezdetben nem rajongott az ötletért, de miután elolvasta a mangát, megtetszett neki és elvállalta a munkát.
A manga 107 fejezetből áll, a készítőknek 13 epizódra kellett a történetet összetömöríteniük, annak ellenére, hogy szükségét érezték további részek készítésének, hisz a manga történetéből fontos részleteket voltak kénytelenek kihagyni. Kanbe szerint sokkal érzékibb lehetett volna a sorozat, ha nem kellett volna ezt meglépniük.
Kanbe szerint az Elfen Lied egy szerelmi történet és megpróbálja olyanná formálni, hogy a néző szemébe is könnycseppeket csaljon vele. Ez okból az érzéki részekkel igyekezett kontrasztot állítani a megjelenő erőszaknak. A készítők Okamoto helyszínválasztását meglepőnek tartották, ám a környék többszöri bejárása után Kamakura mégis ideálisnak tűnt egy szívszorongató dráma bemutatására, főként az alapvetően csendes, nyugodt környék, valamint a kedvező földrajzi adottságok miatt. Ilyen például a lépcsők tetejéről nyíló kilátás az óceánra, ami többször is szerepet kap az egyes jelenetekben, például a Kohta és Lucy közti párbeszédnél a legutolsó részben.

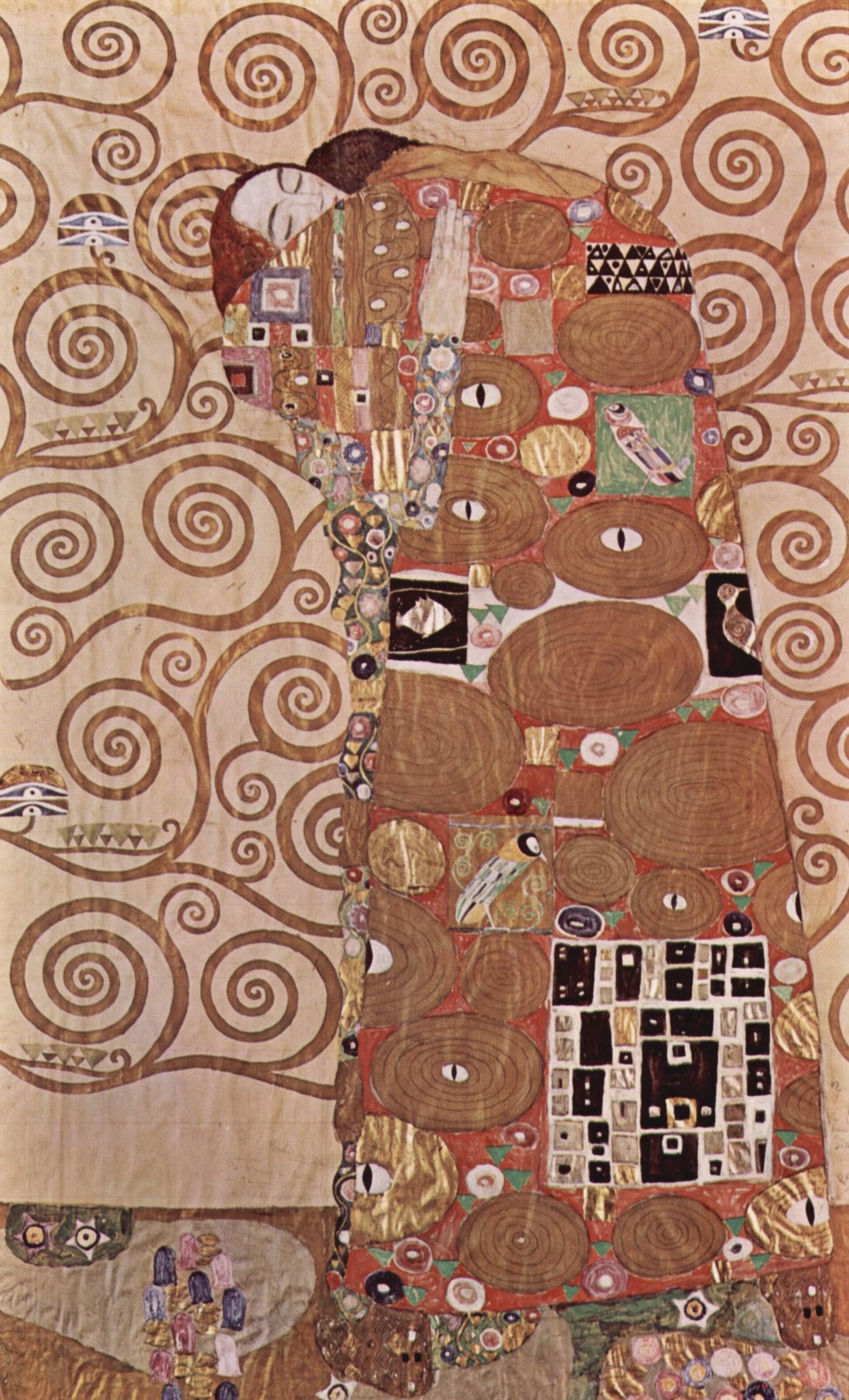
Gustav Klimt eredeti festménye...

### Stílusa

...és ahogy a sorozatban megjelenik.

A rendező Kanbe Mamoru elmondása szerint azt a kérdéskört próbálta feszegetni, hogy az emberek hogyan közösítik ki a tőlük különbözőket, például Lucy cselekedeteit is arra vezeti vissza, hogy bántak vele társai, ami ily módon hatással lett a viselkedésére. A sorozatban gyakori motívum a dicloniusok emberi oldalának szembeállítása az emberek kegyetlenségeivel. Az Elfen Lied témái közt megjelenik az emberek és a dicloniusok alapvető ellentéte, hisz mindkettő ösztönösen a saját befolyása alá akarja a világot helyezni és a másikat kiirtani. Számos téma az egyes részek végén látható, következő epizódból származó jelenetek bemutatása közben is megjelenik egy monológ formájában.
Az epizódok többségében véres jelenetek – például kínzások, embertelen kísérleti módszerek- valamint fedetlen női testek láthatóak és káromkodások hangzanak el. Sok esetben eltérő hangulatvilág és műfaj kerül egymás fedésébe, az Anime News Network kritikusának megfogalmazása szerint ez „a töménytelen mennyiségű erőszak és a cukiság találkozása.”  A sötét hangulat keveredik a romantikus szállal, illetve a közbeékelődő komikus pillanatokkal. A kritikusok szerint a Chobits, a 3x3 Eyes és a Gunslinger Girl hasonlítható hozzá.

### Kulturális utalások
Az anime egyes epizódjainak bevezetőjében és a végén különböző rajzok láthatóak a főbb szereplőkről. Ezeken egyértelműen észrevehető Gustav Klimt képeinek hatása, az azonos szín és mintahasználat mellett ugyanolyan pózban szerepelnek az Elfen Lied karakterei, mint az eredeti alkotásokban. Maga a cím Eduard Mörike Elfenlied című szerzeményéből ered, melyet később az osztrák Hugo Wolf zenésített meg. Ez csak a mangában kapott helyet, ahogy Nozomi is, aki a dalt megtanítja Lucynak.

## Médiamegjelenések

### Manga
Az Elfen Lied szerzője Okamato Lynn a japán Súkan Young Jump magazinba jelentette meg először a történetet 2002. június 6-án. A sorozat utolsó fejezete 2005. augusztus 25-én jelent meg a magazinban. A 107 fejezetet megélt történet emellett a Shueisha kiadó gyűjteményköteteiben is megjelent, melyeket 2002 októberétől 2005 novemberéig adtak ki. Még a hivatalos angol nyelvű kiadás előtt lefordításra és kiadásra került a manga Németországban, Olaszországban, Mexikóban, Portugáliában és Tajvanban a Tokyopop, Planet Manga, Grupo Editorial Vid és a Panini Comics and Ever Glory Publishing jóvoltából.

### Anime
A manga később egy 13 részes anime sorozatban is megjelent, melynek rendezője Kanbe Mamoru volt, az animációkat az Arms készítette, a gyártásért pedig a GENCO és a VAP felelt. A TV Tokyo AT-X csatornáján sugározták először 2004. július 25-étől 2004. október 17-éig, majd 2005-ben ismét leadták. Egyetlen original video animation jelent meg hozzá 2005. április 21-én, ami a történetben a 10. és a 11. epizód között játszódik és Lucy múltjáról derül ki néhány részlet. Az epizódok elején hallható Lilium című latin nyelvű szerzeményt Kumiko Noma japán operaénekesnő adja elő. A dallama egy zenedoboz képében a történetben is szerepet kap. Az egyes részek végén Kavabe Csieko popénekesnő Be Your Girl című száma csendül fel.
Az anime terjesztési jogait az ADV Films szerezte meg az Egyesült Államokra 2004-ben, és 2005-ben kiadta DVD formában. Az Anime Boston 2006 rendezvényen bejelentették, hogy az OVA jogait is megszerezték. Ettől függetlenül soha nem adták le a televízióban vagy mellékelték a megjelenő gyűjteményes kiadásokhoz, illetve angol szinkron sem készült hozzá. 2009. szeptember 1-jén bejelentették az ADV Films megszűnését, a korábbi katalógusukat az AEsir Holdings vette át. Az Egyesült Királyságban a Propeller TV vágatlanul leadta a szériát. Az amerikai televíziós vetítést az Adult Swim próbálta megvalósítani, ám 2006 áprilisában Kim Manning programigazgató elmondta, hogy a cenzorok csak rengeteg változtatással engedték volna a sorozat leadását, így inkább lemondtak róla.
Az anime nem hivatalos magyar változatát a DragonHall+ rajongói csapat készítette el hivatásos szinkronszínészek közreműködésével. Premierjére a csapat online televízióján, a DragonHall TV-n került sor 2020. április 23-án.

### Eltérések a manga és az anime között

Lucy ösztönei átveszik az irányítást és a fennmaradó kevés erejével a világ pusztulását hozná el.

Mivel a manga még nem volt kész, amikor az anime adásba került, ezért több ponton is eltér a két változat, bár a sorozat megalkotója Okamoto Lynn tanácsadó szerepében segített az elkészítésénél. A manga 107 fejezetben jelent meg, míg az anime 13 epizódra tagolódik és a történet felétől csak lazán kapcsolódik a manga cselekményéhez, a végkifejlet is eltérő. Ezen felül a mangában a szereplők múltja részletesebben jelenik meg és a dicloniusokról is több mindenre derül fény. 2005-ben egy OVA jelent meg, melynek cselekménye a 10. és 11. rész közé ékelődik.
Kaede barátja, Aiko az eredeti animében nem is szerepelt, csupán az utólag kiadott Original Video Animationban tűnt fel egy rövid jelenet erejéig. A 28-as számú silpelit, Mariko klónjai, Nozomi, Lucy féltestvére, vagy Kakuzawa főigazgató lánya, Anna még említés szintjén sem szerepel az anime cselekményében. A karakterek személyisége is eltérő lehet, Kohta például kevésbé megbocsátó Lucyval szemben, amiért végzett családjával. A mindkét változatban megjelenő történetszálak és szereplők között nincs sok lényegi eltérés, bár például Kurama nem hal meg a manga végén.
A dicloniusok sem azonosak teljesen a két változatban: Lucy ereje sokkal hatalmasabb a mangában, épületeket dönt romba és a klónokkal folytatott harcban a kutatóintézetnek helyt adó szigetet is elsüllyeszti és végül már a világ fennmaradását fenyegeti. Haj és szemszínük nem egységesen rózsaszín, ahogy az az animében látható, Mariko például szőke.

## Fogadtatás
Az Elfen Lied megítélése a pozitív és a vegyes értékelések között mozog. A történetet és a technikai megvalósítást egyaránt jól fogadták. A több esetben előforduló meztelenséget és véres jeleneteket említették meg a negatívumoknál, ilyen például az első epizód nyitánya, ami sokakat elriaszthatott a sorozattól. Ide sorolták még, hogy mind az angol, mind a japán szinkronszínészek teljesítménye kissé laposra sikeredett, illetve a hirtelen lezárást, ami sok megválaszolatlan kérdést hagyott maga után.
A Duffer testvérek rámutattak a sorozat hatására a 2016-os Stranger Things televíziós sorozatban és megjegyezték, hogy a sorozat Eleven nevű karakterét az anime inspirálta. Véleményük szerint az Elfen Lied egy „túlzottan erőszakos E. T.”, valamint a sorozatra nagy hatással volt az 1988-as Akira című japán sci-fi film.